# بورشوو
بورشوو (به چکی: Boršov) یک منطقهٔ مسکونی در جمهوری چک است که در ناحیه ییهلاوا واقع شده‌است. بورشوو ۲٫۵۷ کیلومتر مربع مساحت و ۱۲۹ نفر جمعیت دارد و ۶۰۲ متر بالاتر از سطح دریا واقع شده‌است.